# Gastrotheca pacchamama
Gastrotheca pacchamama es una especie de anfibios de la familia Amphignathodontidae. Es endémica del Perú.

## Hábitat
Su hábitat natural incluye praderas tropicales o subtropicales a gran altitud, marismas de agua dulce y corrientes intermitentes de agua dulce.